# Ebba Setterlund
Ebba Maria Setterlund, född 15 september 1872 i Gävle, död 3 november 1963 i Hedvig Eleonora församling i Stockholm, var en svensk målare och grafiker.
Hon var dotter till Lars August Setterlund, född 1 juni 1835 i Trosa och Edla Johanna Pettersson, född 24 maj 1845 i Stockholm. Ebba Maria var från 1897 gift med kanslirådet John Victor Wallin (död 1919). Setterlund studerade vid Tekniska skolan 1889–1892 och vid Konstakademien i Stockholm 1893–1898. Hon är representerad med ett par etsningar vid Kungliga biblioteket i Stockholm. Makarna Wallin är begravda på Norra begravningsplatsen utanför Stockholm.